# Riccardo Bosazzi “Ricky”
Riccardo Bosazzi “Ricky” (Rovinj, 6. siječnja 1954.), pjevač, gitarist, skladatelj.
Sklonost prema glazbi, posebno prema pjevanju, Riccardo Bosazzi pokazuje već u predškolskoj dobi kada za svoje vršnjake u rovinjskoj “Contradi” (na Trgiću svete Barnabe) oponaša slavne pjevače onoga vremena. U mladosti kao solist i bas gitarist nastupa s raznim sastavima. U tom razdoblju započinje i svoj skladateljski rad. Početkom sedamdesetih godina postaje članom KUD-a “Marco Garbin”/SAC “Marco Garbin” Zajednice Talijana Grada Rovinja/Comunità degli Italiani di Rovigno gdje se, uz pjevanje u zboru, ozbiljnije bavi i proučavanjem i valorizacijom rovinjske etno glazbe. Postupno se sve više okreće i glazbenoj obradi pjesama, pa se tako potpisuje kao autor aranžmana svih skladbi koje izvodi, neovisno o glazbenom stilu ili sastavu. 
Godine 1992., zajedno s nekolicinom ljubitelja rovinjske izvorne glazbe osniva, a kasnije i vodi folk sastav Batana koji ubrzo postaje prepoznatljivim glazbenim simbolom grada Rovinja. 
“Ruvigno par mi” Bosazzijev je samostalni CD, snimljen 2004., na kojem se javlja u ulozi autora glazbe, teksta i aranžamana. Te godine obnavlja i plodnu suradnju s rovinjskim pjevačem Sergiom Predenom “Gatom”, započetu još osamdesetih godina 20. stoljeća.
Riccardo Bosazzi “Ricky” iznimno je aktivan u kulturnom i društvenom životu grada Rovinja. Godine 2007. izabran je za prvog predsjednika Udruge “Kuća o batani” /“Casa della batana”.